# Carex depauperata
Carex depauperata är en halvgräsart som beskrevs av William Curtis och Jonathan S. Stokes. Carex depauperata ingår i släktet starrar, och familjen halvgräs. Inga underarter finns listade i Catalogue of Life.